# Nicholas Banda
Nicholas Banda (* April 1950) ist Politiker in Sambia.
2004 war Nicholas Banda Leitender Beamter in der Abteilung Kindesentwicklung im Ministerium für Sport, Jugend und Kindentwicklung. Seine Aufgaben dort scheinen vor allem die Frage der AIDS-Waisen betroffen zu haben, mithin eine Aufgabe mit intensiver internationaler Kommunikation und dem Ziel, möglichst viele Projekte und Finanzmittel ins Land zu holen.
Bei den Wahlen in Sambia 2006 trat Nicholas Banda für das Movement for Multiparty Democracy im Wahlkreis Kapoche in der Ostprovinz südlich von Petauke an und gewann das Mandat in der Nationalversammlung Sambias gegen den bis dahin amtierenden Abgeordneten Charles Banda vom Forum for Democracy and Development. Im Oktober 2006 wurde er zum Stellvertretenden Minister für Kommunale Entwicklung und Soziale Dienste ernannt.
Charles Banda focht das Wahlergebnis jedoch erfolgreich vor dem High Court Lusaka (Obergericht Lusaka) an. Eine Nachwahl, zu der Nicholas Banda erneut antrat, wurde für den 5. Juni 2006 angesetzt.
| Personendaten    | Personendaten                                                                                  |
| ---------------- | ---------------------------------------------------------------------------------------------- |
| NAME             | Banda, Nicholas                                                                                |
| KURZBESCHREIBUNG | sambischer Politiker, Stellvertretender Minister für Kommunale Entwicklung und Soziale Dienste |
| GEBURTSDATUM     | April 1950                                                                                     |